# جانستون
جانستون (به انگلیسی: Johnstone) یک منطقهٔ مسکونی در اسکاتلند است که در رنفروشر واقع شده‌است.

## خصوصیات
جانستون ۱۵٬۶۸۷ نفر جمعیت دارد.